# Смерч 9 июня 1984 года
В начале июня 1984 года, после длительного периода высокого атмосферного давления, результатом которого стала сухая и жаркая погода, над центральной европейской частью России произошло столкновение двух атмосферных фронтов, один из которых двигался с юго-запада, а другой — с севера, что привело к появлению нескольких смерчевых воронок, а также шквалистого ветра.

## Предыстория
Сотрудники Гидрометцентра СССР А. А. Васильев, Б. Е. Песков и А. И. Снитковский увязывают вспышку смерчей 9 июня 1984 года с сильным градом и шквалами, наблюдавшимися во второй половине дня 8 июня в Молдавии и Одесской области Украины. По их мнению, общей причиной этих событий послужило образование, резкое углубление и быстрое перемещение южного циклона. Смерчи стали следствием усиления конвекции, которому способствовали особые атмосферные условия: двукратное в течение одних суток вторжение в систему южного циклона арктических холодных атмосферных фронтов, вызвавшее возникновение исключительно мощных грозовых кучево-дождевых облаков; а также сильные ветры как в средней и верхней тропосфере, так и в пограничном слое атмосферы.

## Вспышка смерчей
В результате столкновения воздушных масс 9 июня образовалось не менее восьми воронок смерча. Смерчи двигались на север-северо-восток, через Московскую, Калининскую, Ивановскую, Ярославскую и Костромскую области. Также сильные шквалистые ветры наблюдались в этот день в Горьковской, Рязанской, Кировской, Саратовской областях, Мордовской, Чувашской и Марийской АССР.
Шквалистый ветер, прошедший по Горьковской области, стал причиной гибели одного человека.
Первые смерчи, сформировавшиеся во время этой вспышки, прошли по территории городов Алатырь и Канаш.
Самый большой путь проделал московско-ярославский смерч (категории F1 по шкале Фудзиты). Примерно в 13:00 он вывалил лес вблизи аэропорта Шереметьево и нанёс серьёзные повреждения близлежащему ангару, после чего прошёл ещё 13,5 километров и затих.
Наиболее катастрофическим оказался Ивановский смерч, скорость ветра в воронке которого оценивается в 100 м/с (F4 по шкале Фудзиты).
Согласно Васильеву, Пескову и Снитковскому, смерч зародился примерно в 15 км к югу от Иванова на границе леса и поля. Его появлению предшествовало выпадение крупного града. Двигаясь по западным пригородам Иванова, а потом и на север Ивановской области, смерч выворачивал с корнем или ломал на высоте 1—3 м от земли деревья, сильно повреждал, разрушал или поднимал в воздух деревянные и щитовые дома, приподнимал и переворачивал автомобили и вагоны, уничтожил несколько заводских площадей. Большие бетонные и кирпичные строения в основном не разрушались, с них срывалась кровля, вылетали или разбивались стекла. Вывал деревьев по краям полосы показывает вращение смерча по часовой стрелке, а кое-где — противоположное. Через час смерч вышел на холмистый берег Волги у турбазы Лунёво, примерно в 60 км к северо-северо-востоку от Иваново, где вновь проявился особенно сильно, в частности, отбросил на 200 метров в сторону бак водонапорной башни массой 50 тонн. Турбаза в Лунёво была уничтожена, а смерч пересёк Волгу и пошёл на север, постепенно ослабевая. Полоса лесоповалов прослеживалась далеко на север от Костромы, до района Обнорское — Любим.
В течение нескольких часов смерчи прошли по территориям сёл Елнать (2 человека погибли), Лух, Волосово (Калязинский район Тверской области), Голубково (Борисоглебский район Ярославской области), в окрестностях Сормово, а также по восточной части Шарьи.
Газета «Московские новости» от 22-29 июля 1984 года сообщила о вызванных смерчем 9 июня человеческих жертвах в сельской местности Ярославской области, а также о разрушении 31 и серьёзном повреждении 260 зданий. По версии американских метеорологов Джонатана Финча и Дэна Бикоса, они вызваны смерчем, прошедшим между Ростовом и Голубково. Финч и Бикос относят смерч в Голубково к категории F3, однако российские учёные Александр Чернокульский и Андрей Шихов считают эту оценку неверной из-за ошибочного указания местоположения Голубково. По их мнению, этот смерч сформировался в 6,5 км к северо-востоку от Голубково и не задел населённых пунктов. Другой смерч категории F3 в Ярославской области, прошедший по Малому и Большому Сартово, причинил значительные разрушения и вызвал гибель трёх человек, ширина его следа достигала 1740 метров. Деревня Малое Сартово после разрушения смерчем не восстановлена, жители переселились в Большое Сартово.
Количество официально подтверждённых жертв вспышки торнадо 9 июня 1984 составляет 69 человек, однако по ряду оценок реальное количество погибших может быть в несколько раз больше, порядка 400 человек и более. По данным бывшего начальника ГУ МЧС России по Смоленской области А. И. Муровицкого, 804 человека получили ранения.
В Ивановской области без крова осталось 416 семей, также пострадали 20 школ, 200 объектов промышленного и сельского хозяйства, 500 дачных строений, 680 жилых домов.

## Ивановский смерч в культуре и искусстве
- В романе Василия Белова «Всё впереди» (1986) ивановский смерч выступает в качестве возмездия человеку за его борьбу против природы. Филолог Анна Ивановна Разувалова отмечает двойной — биологизаторский и одновременно религиозно-морализаторский — мотив его упоминания[23].
- В 1988 году на Мосфильме был снят художественный фильм «Запретная зона», автором сценария и режиссёром которого был Николай Губенко. Фильм рассказывает о последствиях ивановского смерча, акцентируя внимание на проблеме разобщённости переживших бедствие людей и равнодушия тех, кто не пострадал от стихии, к чужим бедам[24][25].
- Композитор Валерий Белунцов, бывший очевидцем события, посвятил ему музыкальную поэму под названием «Смерч в Лунёве» (для кларнета, саксофона, ударных, фортепиано и струнных)[26].

### Дополнительные
- Фотографии последствий Ивановского смерча
- Свидетельства очевидцев